# جاك نيكولز
جون ريتشارد «جاك» نيكولز جونيور (بالإنجليزية: Jack Nichols)‏ (16 مارس 1938 – 2 مايو 2005) كان ناشطًا أمريكيًا في مجال حقوق المثليين، وشارك في تأسيس فرع واشنطن العاصمة لجمعية ماتاشين في عام 1961 مع فرانكلين إدوارد كاميني، وظهر في وثائقي شبكة «سي بي إس» التلفزيونية تقارير سي بي إس: المثليون جنسيًّا في عام 1967 تحت الاسم المستعار وارِن آدكينز.

## السيرة الذاتية
وُلد نيكولز في العاصمة واشنطن لأبوين من أصول اسكتلندية، ونشأ في بلدة تشيفي تشيس في ولاية ماريلاند. أفصح عن مثليته الجنسية لوالديه في سن المراهقة، وعاش مع عمة وعم الشاه الإيراني محمد رضا بهلوي لمدة ثلاث سنوات وتعلم اللغة الفارسية، وترك المدرسة في سن الثانية عشر.
ألهمت قصائد الشاعر والت ويتمان وأعمال روبرت برنز نيكولز وهو في سن الخامسة عشر، وذكر لأوين كينين أنه كان يشارك كتاب دونالد ويبستر كوري المثلية الجنسية في أمريكا مع أصدقائه المثليين في بدايات عام 1955.

## نشاطه
شارك نيكولز في تأسيس فرع جمعية ماتاشين في واشنطن في عام 1961 مع فرانك كاميني، وجمعية ماتاشين في فلوريدا عام 1965. كانت جمعية ماتاشين في واشنطن مستقلةً عن جمعية ماتاشين الوطنية التي حُلًّت رسميًا قبل عدة أشهر.
في بداية عام 1963 ترأس جمعية ماتاشين التابعة للجنة واشنطن المعنية بالأمور الدينية، التي تطورت فيما بعد لتصبح مجلس منطقة واشنطن المعني بالدين والمثليين الجنسيين. كانت هذه المنظمة رائدةً في صياغة روابط بين حركة حقوق المثليين والمجلس الوطني الأعلى للكنائس المسيحية في الولايات المتحدة الأمريكية.
قاد نيكولز أول مسيرة تنادي بحقوق المثليين في البيت الأبيض في أبريل عام 1965، وشارك في اعتصامات التذكير السنوي (سلسلة من الاعتصامات التي نظمتها حركات حقوق المثليين) في قاعة الاستقلال في فيلادلفيا، التي عُقدت في 4 يوليو من كل عام من عام 1965 حتى عام 1969.
نجح نيكولز مع نشطاء آخرين في الضغط على الجمعية الأمريكية للأطباء النفسيين لإلغاء تعريفها للمثلية الجنسية على أنها شكل من أشكال الاضطراب العقلي.
في عام 1967، أصبح نيكولز واحدًا من أوائل الأمريكيين الذين تحدثوا بصراحة عن مثليتهم الجنسية على شاشة التلفاز الوطني عندما ظهر في تقارير سي بي إس: المثليون جنسيًّا، وهو فيلم وثائقي لشبكة سي بي إس نيوز.
رغم أنه سمح لنفسه أن يؤدي مقابلة أمام الكاميرا، فقد استخدم السيد نيكولز الاسم المستعار «وارن آدكينز» في أثناء البث بسبب والده، وهو عميل في مكتب التحقيقات الفيدرالي إف بي آي، إذ هدده بالقتل إذا اكتشفت الحكومة الأمريكية أن جاك هو ابنه وفقد تصريحه الأمني المرغوب.
جاء استخدام نيكولز لاسم «وارن» تعبيرًا عن احترامه لأحد محبّيه الأوائل الذي قابله عندما كان في زيارته لعمه وعمته في مدينة نبتون بيتش في فلوريدا في عام 1961.
كان لدى نيكولز ميل للعشّاق الريفيين البسطاء، وكان حبيبه وارن من ولاية فرجينيا الغربية، وفي النهاية قاده هذا الشغف بالهيليبيليّين (سكان المناطق الريفية الجبلية في الولايات المتحدة) إلى أول حب عظيم في حياته، ليج كلارك، الذي كان من كنتاكي.
فُصل نيكولز من وظيفته في فندق إنترناشيونال آي إن إن في واشنطن العاصمة بسبب بث إذاعته في اليوم التالي.

## مهنة الكتابة
بدأ لينكولز مع شريكه ليج كلارك بكتابة «المواطن المثلي» لمجلة سكرو في عام 1968، وكان هذا العمود الذي استمد عنوانه من المجلة التي نشرتها جمعية ماتاشين في واشنطن هو أول عمود مهتم بمجتمع الميم (مثليي الجنس ومزدوجي التوجه الجنسي وللمتحولين جنسيًا) ينشر في مجلة لا تتعلق بهم. ونتيجةً لنشرهما في هذا العمود، عُرف نيكولز وكلارك بـ «أشهر زوجين مثليين في أمريكا».